# Окунев, Сергей Леонидович
Сергей Леонидович Окунев (28 декабря 1957) — советский и российский футболист, нападающий.

## Биография
На детско-юношеском уровне выступал за команду «Восход» (Новоалтайск). В 15-летнем возрасте перешёл в ведущий клуб региона — «Динамо» (Барнаул), в его составе дебютировал на взрослом уровне в 1974 году во второй лиге. С ранних лет отличался хорошей игрой головой.
В 1977 году перешёл в московский ЦСКА. Дебютный матч в высшей лиге сыграл 26 мая 1977 года против московского «Локомотива», заменив в перерыве Бориса Копейкина. Всего в составе армейцев сыграл 3 матча в мае-июне 1977 года. Также в период военной службы выступал за другие армейские команды — смоленскую «Искру» и хабаровский СКА.
В начале 1979 года сыграл два матча в Кубке СССР за «Кайрат», однако в команде не задержался. Затем вернулся в барнаульское «Динамо», с которым в 1980 году стал победителем зонального турнира второй лиги и бронзовым призёром первенства РСФСР.
В 1980-е годы выступал в советских клубах первой и второй лиги, сменив около 10 команд. В том числе в 1986—1987 и 1989 годах сыграл более 100 матчей в составе «Ростсельмаша».
После распада СССР вместе с тренером Игорем Гамулой и группой игроков из Ростова перешёл в украинский клуб первой лиги «Таврия» (Херсон), но там не задержался, сыграв несколько матчей в феврале-марте 1992 года. Большую часть сезона провёл во второй лиге России за «Старт» (Ейск). В 1993 году снова играл в командах первой лиги Украины, также выступал за польский клуб третьего дивизиона «Полония» (Бытом). В конце карьеры играл за клубы низших дивизионов России.